# حرب الاستقلال الرومانية
```
حرب الاستقلال الرومانية
 هي اسم يستخدم في التاريخ الروماني يدل على 
الحرب الروسية التركية
 (عام 1877) التي حاربت رومانيا فيها بجانب الجيش الروسي وأعلنت استقلالها عن 
الإمبراطورية العثمانية
.
[
1
]
 في 16 نيسان عام 1877 وقعت رومانيا وإمبراطورية روسيا معاهدة في مدينة 
بوخارست
 التي يسمح بموجبها للقوات الروسية بالمرور عبر الأراضي الرومانية بشرط أن تحترم روسيا 
السلامة الإقليمية
 لرومانيا، نتيجة ذلك بدأ تجنيد القوات الروسية واحتشد حوالي 120,000جندياً في جنوب البلاد للدفاع عن هجوم محتمل من القوات العثمانية في جنوب 
نهر الدانوب
. وفي 24 من نيسان من عام 1877 أعلنت روسيا الحرب ضد 
الدولة العثمانية
 و دخلت قواتها في رومانيا من خلال جسر أيفل في طريقهاً إلى الدولة العثمانية. بسبب الخسائر الفادحة، طلبت 
الإمبراطورية الروسية
 من رومانيا أن تتدخل. و في 24 تموز من عام 1877 عبرت أول وحدة جيش رومانية 
نهر الدانوب
 و انضمت إلى القوات الروسية.
[
2
]
```

## إعلان الاستقلال الروماني
قرأ ميهايل كوجالنيشينو في 21 آيار عام 1877 قانون استقلال رومانيا في البرلمان الروماني. و بعد يومٍ واحد فقط، في 22 آيار 1877، وقع الأمير كارول الأول على المرسوم وأعلن رسمياً عن الاستقلال الكامل للدولة الرومانية. وقد ألغت الحكومة الرومانية على الفور دفع الجزية للإمبراطورية العثمانية التي تبلغ 914,000 ليو روماني وقُدم المبلغ إلى وزارة الحرب بدلاً عن ذلك.
في البداية، قبل 1877، لم ترغب روسيا في التعاون مع رومانيا لأنها لم ترغب في ان تشارك رومانيا في معاهدات السلام بعد الحرب، لكن الروس واجهوا جيشا عثمانيا قويا جداً يتكون من 40,000 جنديا بقياده عثمان باشا في حصار بليفنا حيث عانت القوات الروسية بقياده الجنرالات الروس خسائر فادحة جدا وتم توجيهها في عده معارك.

## النزاعات
بسبب الخسائر الكبيرة، طلب القائد الأعلى الروسي نيكولاي نيكولايفيتش من الأمير كارول الأول أن يتدخل الجيش الروماني وينضم إلى الجيش الروسي. وقد قبل الأمير كارول الأول باقتراح الدوق ليصبح قائد القوات الروسية بالإضافة إلى قيادة جيشه الروماني وبالتالي تمكن من قيادة القوات المسلحة المشتركة لغزو بليفنا والاستسلام الرسمي للجنرال التركي عثمان باشا بعد قتال عنيف.
فاز الجيش الروماني بمعارك غريفيتسا ورهوفا، وفي 28 تشرين الثاني 1877 استسلمت قلعة بليفنا وسلم عثمان باشا المدينة والحامية و سيفيه إلى العقيد الروماني ميخائيل سيرشيز. و من بعد احتلال بليفنا، عاد الجيش الروماني إلى نهر الدانوب وفاز في معارك فيدين وسمدران. وقبلت روسيا ورومانيا الهدنة التي طلبتها الإمبراطورية العثمانية في 19 كانون الثاني من عام 1878. وقد انتصرت رومانيا في الحرب التي كلفتها أكثر من 19,000 ضحية، وتم الاعتراف أخيراً باستقلالها عن بورت في 13 تموز 1878.